# Panamska balboa
Panamska balboa, ISO 4217: PAB je službena valuta Paname, nazvana u čast španjolskog istraživača, konkvistadora Vasca Núñeza de Balboe.  Dijeli se na 100 centésima, a simbol koji se koristi za ovu valutu je B/ ili B. 
Balboa je, nakon stjecanja panamske neovisnosti, zamijenila kolumbijski peso 1904. godine. Vezana je uz američki dolar u odnosu 1:1. Danas se američki dolar također koristi kao službeno sredstvo plaćanja, jer Panamska središnja banka ne izdaje novčanice balboe, nego samo kovanice od 1, 5, 10, 25 i 50 centesima.